# Karang Ringin I
Karang Ringin I is een bestuurslaag in het regentschap Musi Banyuasin van de provincie Zuid-Sumatra, Indonesië. Karang Ringin I telt 817 inwoners (volkstelling 2010).